# Contea di South Gippsland
La contea di South Gippsland è una local government area che si trova nello Stato di Victoria. Si estende su una superficie di 3.305 chilometri quadrati e ha una popolazione di 27.208 abitanti. La sede del consiglio si trova a Leongatha.